# Miranda (Fogazzaro)
Miranda è un poemetto narrativo di Antonio Fogazzaro del 1874.

## Alla signora Ernestina V.W.
Il poemetto si apre con una breve dedica alla signora Ernestina, cui il Fogazzaro ebbe l'onore di accompagnare in una gita sulle Alpi svizzere. Nell'ameno paesaggio montano la signora pone a Fogazzaro una strana domanda: "Crede Lei che un’anima possa influire direttamente sopra un’altr’anima, senza la parola, senza lo sguardo e senza artificii magnetici?", e Fogazzaro rispose "certo", cercando un sasso fermo. Il giovane Fogazzaro si ripromette così di spedirle via lettera la strana storia accaduta a due giovani della zona di cui era venuto a conoscenza. La dividerà in tre parti denominate "La lettera", "Il libro di Enrico" e "Il libro di Miranda."

## La lettera
La scena si apre su uno scorcio della vita quotidiana della diciottenne Miranda. Mentre la madre sta lavorando a maglia, vicino a lei sta il dottore del villaggio pago della compagnia delle giovani fanciulle. Miranda eccelle al clavicembalo e ogni nota le dimanda dell'amore per il giovane poeta Enrico il cui zio possiede una casuccia nel paesello di montagna. Durante un'uscita con la madre gli giunge lieta la notizia che la giovane Adele va maritandosi, e mentre la madre è sorpresa da un contadino per la piena del fiume, essa fa triste ritorno a casa trovando in camera sua una lettera di Enrico che, seppur dichiarandogli per la prima volta amore (le ricorda come durante un'uscita estiva sia giunto a baciare le impronte della giovane tornatasene a casa), la avvisa di una imperiosa partenza dalla quale non lo rivedrà più. Enrico ormai adulto è alla ricerca della gloria dei palcoscenici e del vanto tra i poeti. Miranda finisce in tempo di leggere la lettera tra i singhiozzi quando a rincuorarla giunge la madre.

## Il libro di Enrico - parte prima
La prima parte del libro di Enrico è ancora occupata dai malinconici ricordi per l'amore perduto di Miranda. Il poeta si sofferma a ricordare i gai momenti vissuti insieme ad Ella e ai felici momenti in cui la fede ardente in Dio rifulgeva in lui ma tutto sembra spazzato via da una rappresentazione teatrale del Faust a cui il Poeta partecipa. Scosso nell'animo dalla rappresentazione mefistofelica il Poeta si sente inseguito dagli spiriti dalla Margherita faustiana e dalle Ofelia e Desdemona shakespiriane; giunge infine a casa, dove ad aspettarlo trova una lettera dello zio che lo supplica di tornare nel paesello natio poiché la mano di Miranda è già sua.

## Il libro di Enrico - parte seconda
Sono passati quattro anni. La seconda parte del libro di Enrico incomincia con un'invettiva ai critici e al volgo che avevano lasciato i suoi libri di poesie ad ammuffire in libreria. La gloria oltre la tomba non vi sarà, per il povero poeta. Esso riceve per di più una lettera da parte di Diana, giovane aristocratica inglese, che gli rimprovera il suo disinteresse per Miranda. Alla fine della lettura la passione per Miranda pare riaccendersi come un tempo, e il Poeta riceve una lettera dallo zio che gli impone il ritorno al paesello di montagna che tempo prima aveva abbandonato.

## Il libro di Miranda
Il libro di Miranda viene composto dalla ragazzina su esplicito invito della madre. In esso l'imbelle Miranda (che sulle prime non si sente ancora pronta a tenere un diario personale) racconterà del dolore per la morte dell'amato padre (morto quando lei era ancora bambina e che gli scelse il nome di Miranda ispirandosi a La tempesta di Shakespeare), del suo amore per Enrico (anche se per cercare di dimenticare si recherà in viaggio a Pisa e sul litorale tirrenico incontrerà la suddetta Diana) e per la Natura del paese natio, della fede in Dio affinché glielo riporti, e si conclude appunto con la morte del dottore del villaggio a cui lo zio d'Enrico aveva fatto cenno per il ritorno. Lì appunto i due giovani protagonisti si ricontreranno, ma non per un lieto fine.

## Fortuna dell'opera
L'opera ebbe un notevole successo: alla morte dell'autore si era arrivati alla XXII ristampa.
Nel suo commento all'opera fogazzariana, la studiosa Daniela Marcheschi mette in evidenza le caratteristiche che portano la stessa ad un più cauto avvicinamento di indice romanzesca e musicale (non per niente il componimento piaceva a Toscanini) ma soprattutto cita tre poeti che più di tutti gli altri sarebbero stati ispirati dall'opera fogazzariana: si inizia con il "Sogno è la vita vana" (dal primo libro d'Enrico), cui farebbe eco Pascoli nella raccolta Myricae, e specificatamente nella poesia In cammino del 1892: "Pensa: un'occhiata quale passeggero vana, ha gettato a passeggero in via, e impresse nel pensiero l'orma che lascia il sogno che s'oblia; un'ora lieve, che non sa se sia spento dolore o gioia che non fu"; D'Annunzio, per la sua Pioggia nel Pineto, avrebbe ripreso il "Piove. Com'è della notturna piova / tenero il mormorio! [...]"; e infine Umberto Saba, che per fare riferimento nel suo componimento La capra alla sua "capra dal viso semita che sentiva querelarsi ogni altro male" avrebbe preso dal libro di Miranda: "[...] Nel partir mi sembra / che dalla vita mia cada una foglia / ancor vegeta e verde. Mi leggea / forse nel cor l'attonita capretta / che testè da una balza mi guardava".